# Ceylanoglaucytes kratzii
Ceylanoglaucytes kratzii là một loài bọ cánh cứng trong họ Cerambycidae.